# Шевањ
Шевањ (фр. Chevagnes) насеље је и општина у централној Француској у региону Оверња, у департману Алије која припада префектури Мулен.
По подацима из 2011. године у општини је живело 691 становника, а густина насељености је износила 13,88 становника/km². Општина се простире на површини од 49,78 km². Налази се на средњој надморској висини од 224 метара (максималној 262 m, а минималној 215 m).

## Демографија
| 1962. | 1968. | 1975. | 1982. | 1990. | 1999. | 2011. |
| ----- | ----- | ----- | ----- | ----- | ----- | ----- |
| 752   | 785   | 711   | 719   | 729   | 716   | 691   |

График промене броја становника у току последњих година